# Rio Indaiá Grande
Rio Indaiá Grande är ett vattendrag i Brasilien.   Det ligger i delstaten Mato Grosso do Sul, i den södra delen av landet, 600 km sydväst om huvudstaden Brasília.
Omgivningarna runt Rio Indaiá Grande är huvudsakligen savann. Trakten runt Rio Indaiá Grande är nära nog obefolkad, med mindre än två invånare per kvadratkilometer.